# Шанинский сельсовет (Свердловская область)
Шанинский сельсовет — упразднённая административно-территориальная единица, существовавшая на территории Свердловской области до 1936 года. Административный центр — деревня Шаня.
10 апреля 1936 года Шанинский сельсовет был упразднён. Центр был перенесен в поселок Сабик с переименованием сельсовета в Сабиковский.